# Hoya archboldiana
Hoya archboldiana ist eine Pflanzenart der Gattung der Wachsblumen (Hoya) aus der Unterfamilie der Seidenpflanzengewächse (Asclepiadoideae). Die Art hat große, glockenförmige, rosa oder weißrosa Blüten, die mit zu den größten Blüten innerhalb der Gattung der Wachsblumen gehören. Der Artname ehrt den amerikanischen Flieger, Forschungsreisenden und Philanthropen Richard Archbold.

## Merkmale
Hoya archboldiana ist eine kletternde Pflanze und besitzt bis mehrere Meter lange, kahle, im Alter verkorkende Triebe mit einem Durchmesser bis etwa 4 mm. Die Blätter sind gestielt; der etwa 4 mm im Querschnitt messende Stiel ist 1,4 bis 2 cm lang und an der Unterseite konkav gewölbt. Die fleischige, kahle Blattspreite ist lanzettlich-eiförmig bis lanzettlich-elliptisch. Das Blattende läuft spitz aus, die Basis ist herzförmig. Die Blattspreiten sind bis etwa 16 cm lang und bis 7 cm breit. Die Oberseite ist glänzend-dunkelgrün, die Unterseite blassgrün.
Der doldenförmige Blütenstand hängt und enthält bis zu zehn Einzelblüten (8 bis 12 Blüten). Der kahle Blütenstandsstiel ist 2,5 bis 3 mm lang bei einem Durchmesser von 3 mm. Die glockenförmige Blüte erreicht einen Durchmesser von bis zu 4,7 cm und eine Höhe von 1,8 bis 2 cm. Die kahlen Stiele der Blüten variieren in der Länge von 4,5 bis 5,5 mm und in der Dicke von 1,8 bis 2 mm. Die Kelchblätter sind lanzettlich-eiförmig, 3 bis 4,5 mm lang und an der Basis 4 bis 4,1 mm breit. Die unbehaarte Blütenkrone ist rosa bis weissrosa gefärbt. Die dreieckigen Kronblattzipfel sind 13 bis 14 mm lang und an der Basis 18 bis 19 mm breit. Die Spitzen sind zurückgebogen, die Ränder etwas eingerollt. Die rosafarbene Nebenkrone weist einen Durchmesser von 10 bis 11 mm und eine Höhe von 17 bis 18 mm auf. Die staminalen Nebenkronzipfel liegen der Krone mehr oder weniger dicht an. Sie sind länglich-lanzettlich geformt und 2,5 bis 2,7 mm lang und 3,5 bis 3,6 mm breit. Der äußere Fortsatz ist mehr oder weniger stumpf, der innere Fortsatz dagegen spitz und aufsteigend.  Die Fortsätze der Staubblätter sind lanzettlich, 2 mm lang und 1,5 mm breit. Der Griffelkopf ist zentral kugelig eingesenkt und misst 2,5 bis 3 mm im Durchmesser. Die Pollinien sind länglich geformt, 1,6 mm lang und 0,4 mm breit. Das eiförmige Corpusculum misst 0,75 mm auf 0,4 mm. Die Maße der geflügelten Caudiculae sind 0,4 × 0,2 mm. Die Blüten bleiben fast 14 Tage offen. In den Abendstunden verströmen sie nach Simone Merdon-Bennack einen „äußerst intensiven, fast aufdringlichen Duft nach Moschus“. Dagegen schreiben Anders Wennström und Katarina Stenman, dass die Blüten nur schwach bis gar nicht duften.

### Ähnliche Arten
Hoya archboldiana ist nahe mit Hoya macgillivrayi verwandt, auch Hoya megalaster Warburg und Hoya onychoides P.I.Forst., D.J.Liddle & I.M.Liddle sind recht ähnlich. Alle vier Arten haben sehr große, rote, glockenförmige Blüten und schmale, lanzettliche Nebenkronzipfel.

## Geographische Verbreitung und Habitat
Die Art kommt in den Tieflandregenwäldern von Papua-Neuguinea vor und steigt bis etwa 600 m über dem Meeresspiegel an. Sie wächst dort im Kronendach der Bäume.

## Taxonomie
Hoya archboldiana wurde 1938 von Cecil Norman erstmals beschrieben. Das Typusexemplar wurde am 3. November 1933 von L. J. Brass bei Rona am Laloki River in der Central Provinz von Papua-Neuguinea 450 m über dem Meeresspiegel gesammelt. Synonyme existieren keine.

## Belege